# Referendum in Litauen 2012
Das Referendum in Litauen 2012 zur Frage des Baus eines Kernkraftwerks in Litauen fand am 14. Oktober 2012 statt. Am gleichen Tag wurde außerdem die erste Runde der Parlamentswahl 2012 abgehalten. Das Referendum war für die Regierung rechtlich nicht bindend (Volksbefragung).

## Zur Vorgeschichte
Von Ende 1983 (damals war Litauen noch Teil der Sowjetunion) bis Ende 2009 war in Litauen das Kernkraftwerk Ignalina in Betrieb. Es hatte zwei Kernreaktoren russischer Bauart (RBMK-1500) mit einer Nettoleistung von je 1185 MW.
1986 begann in Tschernobyl, 490 km südöstlich der litauischen Hauptstadt Vilnius, die Nuklearkatastrophe von Tschernobyl.
Im Rahmen der EU-Beitrittsverhandlungen Litauens verlangte die EU-Kommission aus Sicherheitsgründen die Stilllegung des Kernkraftwerks.

## Fragestellung
Die im Referendum gestellte Frage war die folgende:

„Pritariu naujos atominės elektrinės statybai Lietuvos Respublikoje“

„Ich unterstütze den Bau eines neuen Kernkraftwerks in der Republik Litauen.“

## Ergebnis
Das Referendum zum Kraftwerksbau wurde mit 64,77 Prozent der Stimmen abgelehnt; 35,23 Prozent stimmten dafür. Die Wahlbeteiligung betrug 52,58 Prozent.
| Ja                                                   | 463.966   | 35,23  |  |  |  |  |
| Nein                                                 | 853.163   | 64,77  |  |  |  |  |
| Gesamt                                               | 1.317.129 | 100,00 |  |  |  |  |
|                                                      |           |        |  |  |  |  |
| Gültige Stimmen                                      | 1.317.129 | 96,77  |  |  |  |  |
| Ungültige Stimmen                                    | 43.953    | 3,23   |  |  |  |  |
| Wahlbeteiligung                                      | 1.361.082 | 52,58  |  |  |  |  |
| Registrierte Wähler                                  | 2.588.418 | 100,00 |  |  |  |  |
| Quelle: Zentrale Wahlkommission der Republik Litauen |           |        |  |  |  |  |

## Folgen
Am 16. November 2012 kündigte der designierte Premierminister Algirdas Butkevičius mit Blick auf das vergangene Referendum an, dass das geplante Atomkraftwerk nicht gebaut werde. Butkevičius sagte: „Die Menschen haben ihren Willen in dem Referendum ausgedrückt und ich will diesem Willen folgen“.